# جون إي. هاينز
جون إي. هاينز (بالإنجليزية: John E. Hines)‏ هو قسيس أمريكي، ولد في 3 أكتوبر 1910 في سينيكا في الولايات المتحدة، وتوفي في 19 يوليو 1997 في أوستن في الولايات المتحدة.